# Natação no Campeonato Mundial de Esportes Aquáticos de 2017 - 200 m costas masculino
A prova dos 200 metros costas masculino da natação no Campeonato Mundial de Esportes Aquáticos de 2017 ocorreu nos dias 27 de julho e 28 de julho em Budapeste na Hungria.

## Recordes
Antes desta competição, os recordes mundiais e do campeonato nesta prova eram os seguintes:
| Tipo                  | Atleta        | Tempo   | Local | Data                |
| --------------------- | ------------- | ------- | ----- | ------------------- |
|                       | Aaron Peirsol | 1:51.92 | Roma  | 31 de julho de 2009 |
| Recorde do campeonato | Aaron Peirsol | 1:51.92 | Roma  | 31 de julho de 2009 |

## Medalhistas
| Ouro               | Prata             | Bronze             |
| Evgeny Rylov (RUS) | Ryan Murphy (USA) | Jacob Pebley (USA) |

## Resultados

### Eliminatórias
Esses foram os resultados das eliminatórias. Foram realizadas no dia 27 de julho com início às 09:51. 
| Pos. | Bateria | Raia | Nadador                 | Nacionalidade  | Tempo   | Notas            |
| ---- | ------- | ---- | ----------------------- | -------------- | ------- | ---------------- |
| 1    | 5       | 4    | Ryan Murphy             | Estados Unidos | 1:56.11 | Q                |
| 2    | 5       | 2    | Péter Bernek            | Hungria        | 1:56.53 | Q                |
| 3    | 3       | 7    | Danas Rapšys            | Lituânia       | 1:56.67 | Q, '             |
| 4    | 3       | 5    | Kliment Kolesnikov      | Rússia         | 1:56.74 | Q                |
| 5    | 5       | 5    | Xu Jiayu                | China          | 1:56.92 | Q                |
| 6    | 3       | 3    | Ryosuke Irie            | Japão          | 1:57.21 | Q                |
| 7    | 4       | 4    | Evgeny Rylov            | Rússia         | 1:57.28 | Q                |
| 8    | 5       | 1    | Ádám Telegdy            | Hungria        | 1:57.41 | Q                |
| 9    | 5       | 3    | Li Guangyuan            | China          | 1:57.66 | Q                |
| 10   | 5       | 6    | Josh Beaver             | Austrália      | 1:57.67 | Q                |
| 10   | 4       | 8    | Luke Greenbank          | Reino Unido    | 1:57.67 | Q                |
| 12   | 4       | 6    | Kosuke Hagino           | Japão          | 1:57.97 | Q                |
| 13   | 3       | 4    | Mitch Larkin            | Austrália      | 1:58.00 | Q                |
| 14   | 4       | 5    | Jacob Pebley            | Estados Unidos | 1:58.05 | Q                |
| 15   | 5       | 7    | Leonardo de Deus        | Brasil         | 1:58.33 | Q                |
| 16   | 5       | 8    | Corey Main              | Nova Zelândia  | 1:58.34 | Q                |
| 17   | 3       | 6    | Matteo Restivo          | Itália         | 1:58.37 |                  |
| 18   | 4       | 3    | Radosław Kawęcki        | Polónia        | 1:58.41 |                  |
| 19   | 3       | 8    | Mikita Tsmyh            | Bielorrússia   | 1:58.72 |                  |
| 20   | 4       | 7    | Geoffroy Mathieu        | França         | 1:58.92 |                  |
| 21   | 5       | 0    | Conor Ferguson          | Irlanda        | 1:59.03 |                  |
| 22   | 3       | 0    | Martin Binedell         | África do Sul  | 1:59.15 |                  |
| 23   | 4       | 2    | Yakov Toumarkin         | Israel         | 1:59.25 |                  |
| 24   | 2       | 5    | Quah Zheng Wen          | Singapura      | 1:59.49 | Recorde nacional |
| 25   | 2       | 3    | Vuk Čelić               | Sérvia         | 2:00.27 |                  |
| 26   | 4       | 1    | Jakub Skierka           | Polónia        | 2:00.44 |                  |
| 27   | 4       | 9    | Anton Loncar            | Croácia        | 2:00.46 |                  |
| 28   | 5       | 9    | Omar Pinzón             | Colômbia       | 2:00.68 |                  |
| 29   | 2       | 1    | Nils Liess              | Suíça          | 2:00.96 |                  |
| 30   | 4       | 0    | Roman Dmytrijev         | Chéquia        | 2:01.38 |                  |
| 31   | 3       | 9    | Matías López            | Paraguai       | 2:01.84 |                  |
| 32   | 3       | 2    | Hugo González           | Espanha        | 2:02.41 |                  |
| 33   | 1       | 4    | Gabriel Lópes           | Portugal       | 2:02.78 |                  |
| 34   | 2       | 8    | Adil Kaskabay           | Cazaquistão    | 2:03.09 |                  |
| 35   | 2       | 2    | Carlos Omaña            | Venezuela      | 2:03.13 |                  |
| 36   | 2       | 4    | Daniil Bukin            | Uzbequistão    | 2:03.49 |                  |
| 37   | 2       | 6    | Yeziel Morales          | Porto Rico     | 2:05.11 |                  |
| 38   | 2       | 7    | Boris Kirillov          | Azerbaijão     | 2:09.22 |                  |
| 39   | 1       | 5    | Eisner Barberena        | Nicarágua      | 2:11.92 |                  |
| 40   | 1       | 3    | Andrianirina Lalanomena | Madagáscar     | 2:21.04 |                  |
|      | 3       | 1    | Apostolos Christou      | Grécia         | DNS     | DNS              |

### Semifinal
Esses foram os resultados das semifinais. Foram realizadas no dia 27 de julho com início às 19h03. 
Semifinal 1
| Pos. | Raia | Nadador            | Nacionalidade  | Tempo   | Notas |
| ---- | ---- | ------------------ | -------------- | ------- | ----- |
| 1    | 5    | Kliment Kolesnikov | Rússia         | 1:55.15 | Q, WJ |
| 2    | 1    | Jacob Pebley       | Estados Unidos | 1:55.20 | Q     |
| 3    | 3    | Ryosuke Irie       | Japão          | 1:55.79 | Q     |
| 3    | 4    | Péter Bernek       | Hungria        | 1:55.79 | Q,    |
| 5    | 6    | Ádám Telegdy       | Hungria        | 1:56.69 |       |
| 6    | 2    | Luke Greenbank     | Reino Unido    | 1:58.50 |       |
| 7    | 7    | Kosuke Hagino      | Japão          | 1:58.72 |       |
| 8    | 8    | Corey Main         | Nova Zelândia  | 2:01.00 |       |

Semifinal 2
| Pos. | Raia | Nadador          | Nacionalidade  | Tempo   | Notas |
| ---- | ---- | ---------------- | -------------- | ------- | ----- |
| 1    | 3    | Xu Jiayu         | China          | 1:54.79 | Q     |
| 2    | 4    | Ryan Murphy      | Estados Unidos | 1:54.93 | Q     |
| 3    | 6    | Evgeny Rylov     | Rússia         | 1:54.96 | Q     |
| 4    | 5    | Danas Rapšys     | Lituânia       | 1:56.11 | Q,    |
| 5    | 2    | Li Guangyuan     | China          | 1:57.10 |       |
| 6    | 8    | Leonardo de Deus | Brasil         | 1:57.89 |       |
| 7    | 7    | Josh Beaver      | Austrália      | 1:58.10 |       |
| 8    | 1    | Mitch Larkin     | Austrália      | 1:59.10 |       |

### Final
A final foi realizada em 28 de julho às 17h40. 
| Pos.              | Raia            | Nadador            | Nacionalidade  | Tempo   | Notas            |                 |
| ----------------- | --------------- | ------------------ | -------------- | ------- | ---------------- | --------------- |
| {{                | Medalha de ouro | 3                  | Evgeny Rylov   | Rússia  | 1:53.61          | Recorde europeu |
| Medalha de prata  | 5               | Ryan Murphy        | Estados Unidos | 1:54.21 |                  |                 |
| Medalha de bronze | 2               | Jacob Pebley       | Estados Unidos | 1:55.06 |                  |                 |
| 4                 | 6               | Kliment Kolesnikov | Rússia         | 1:55.14 | WJ               |                 |
| 5                 | 4               | Xu Jiayu           | China          | 1:55.26 |                  |                 |
| 6                 | 1               | Péter Bernek       | Hungria        | 1:55.58 | Recorde nacional |                 |
| 7                 | 7               | Ryosuke Irie       | Japão          | 1:56.35 |                  |                 |
| 8                 | 8               | Danas Rapšys       | Lituânia       | 1:56.96 |                  |                 |

Legenda
| Recorde mundial       | Recorde mundial (World record)               |                       | Recorde africano                      | Recorde africano (African) |                                           | Q | Classificado por posição (Qualified) |
| Recorde do campeonato | Recorde do campeonato (Championship record)  | Recorde da América    | Recorde da América (Americas)         | q                          | Classificado por melhor tempo (Qualified) |   |                                      |
| Melhor marca do ano   | Melhor marca do ano (World leading)          | Recorde asiático      | Recorde asiático (Asian)              | DNS                        | Não largou (Did not start)                |   |                                      |
| Recorde nacional      | Recorde nacional (National record)           | Recorde europeu       | Recorde europeu (European)            | DNF                        | Não terminou (Did not finish)             |   |                                      |
| Recorde pessoal       | Recorde pessoal do atleta (Personal best)    | Recorde da Oceania    | Recorde da Oceania (Oceania)          | DSQ / DQ                   | Desclassificado (Disqualified)            |   |                                      |
| Recorde da temporada  | Recorde da temporada do atleta (Season best) | Recorde sul-americano | Recorde sul-americano (South America) | NM                         | Sem marca (No mark)                       |   |                                      |